# Алачуа
Это статья о городе. Об одноимённом округе см. статью Алачуа (округ)
Алачуа (англ. Alachua) — город в округе Алачуа, в штате Флорида, США.

## Население
По данным Бюро переписи населения США за 2006 год, население города составляло 7554 человек.

## История
Город Алачуа был основан в 1884 году, когда в этой местности была проложена железнодорожная линия. В 1887 году в Алачуа открылось почтовое отделение, а 12 апреля 1905 года Алачуа получил статус города. Его население тогда составляло 526 человек.

## Религия
В Алачуа расположена крупнейшая в США община Международного общества сознания Кришны.